# Ormia lineifrons
Ormia lineifrons là một loài ruồi trong họ Tachinidae.